# Sylver

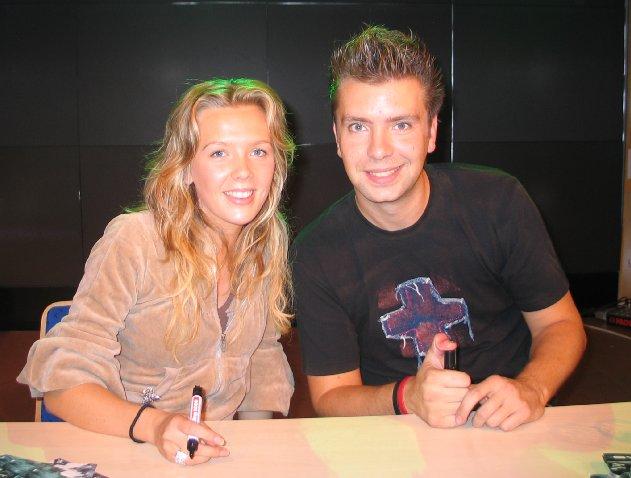
Wout Van Dessel en Silvy De Bie

Sylver is een Belgische dance-act bestaande uit producer Wout Van Dessel, gitarist John Miles jr. en zangeres Silvy De Bie.

## Biografie
De Bie en Van Dessel ontmoetten elkaar voor het eerst in discotheek Illusion. In deze club was Van Dessel dj en De Bie ging hier regelmatig uit. Van Dessel vroeg De Bie om het door hem geproduceerde Turn the Tide in te zingen. Bij dit nummer noemde het duo zich nog Liquid feat. Silvy, maar dit werd later veranderd in Sylver omdat de naam Liquid al werd gebruikt door een danceproject. Dit nummer werd een succes en stond drie weken op nummer één in de Belgische hitlijsten. Op 15 januari 2001 werd hun tweede single Skin uitgebracht, dat het bracht tot de tweede plaats in de hitlijsten. Hun eerste album Chances werd hierna uitgebracht. Van het album volgden ook nog de singles Forever in Love, In Your Eyes en Forgiven. Ook in Duitsland was het duo zeer populair, wat resulteerde in een tweede plaats met Turn the Tide en een tiende plaats met Forever in Love in de hitlijsten.
Even was het stil rond Sylver, maar in 2003 kwamen ze terug met het nummer Livin' My Life. In het voorjaar van 2003 werd het album Little Things uitgebracht. Vervolgens verschenen de singles Why Worry, Shallow Water en Wild Horses. Na een korte rustperiode ging Sylver weer terug de studio in om het album Nighttime Calls op te nemen. De eerste single Love Is an Angel kwam uit in 2004 en werd vervolgd met een tournee door Duitsland. De tweede single, Make it, liet een andere kant van Sylver zien, maar werd ook een grote hit. De derde en laatste single van het album was het nummer Take me back. Op 4 oktober van datzelfde jaar mochten ze hun eerste TMF award in ontvangst nemen voor de beste videoclip in België. De eerste single van het album Crossroads werd het nummer Lay All Your Love on Me, een cover van ABBA. Het album werd kort daarna gepresenteerd. One Night Stand en Why werden ook nog als single uitgebracht. In 2007 bracht Sylver samen met Milk Inc. het nummer Je hoeft niet meer naar huis vannacht van Marco Borsato in het muziekprogramma Zo is er maar één. In 2008 treden ze er nogmaals - alleen - op, ditmaal met het nummer Door de wind van Ingeborg.
In de zomer van 2008 werd de single One World One Dream uitgebracht. Het nummer stond in het teken van de Olympische Zomerspelen van 2008. In oktober verscheen er bij hun nieuwe platenlabel ARS Entertainment de single Rise again. Het kwam tot een 21e plek in de Vlaamse hitlijst. Op 6 maart 2009 meldden verschillende Vlaamse media dat gitarist John Miles jr. vanaf heden deel uitmaakt van Sylver en hen zal vergezellen tijdens optredens. In het voorjaar van 2009 wordt eerst de single I hate you now uitgebracht, gevolgd door het vijfde album Sacrifice. Het album wordt uitgebracht op 7 mei 2009. Wat later kwam de vierde singles Foreign Affair die een derde positie haalde in ultratop 50, de beste positie sinds hun tweede single Skin. Op 26 en 27 maart 2010 gaf Sylver een liveconcert in de Lotto Arena in Antwerpen ter gelegenheid van 10 jaar Sylver.
In 2013 stapte Silvy De Bie uit de groep om zich meer toe te leggen op haar solowerk en de kledingwinkel die ze heeft opgestart. Van Dessel en Regi Penxten gingen daarna op zoek naar een nieuwe zangeres en er stond een nieuw album gepland. Uiteindelijk ging dat niet door en werd de groep opgeheven.
In 2016 kwam de groep weer samen voor een aantal reünieconcerten.
In 2017 is de groep weer samengekomen en hebben de single "Turn Your Love Around" uitgebracht.

## Discografie

### Albums
| Album met eventuele hitnotering(en) in de Nederlandse Album Top 100 | Datum van verschijnen | Datum van binnenkomst | Hoogste positie | Aantal weken | Opmerkingen |
| ------------------------------------------------------------------- | --------------------- | --------------------- | --------------- | ------------ | ----------- |
| Chances                                                             | 2001                  | 21-07-2001            | 91              | 3            |             |
| Little things                                                       | 2003                  | 19-04-2003            | 99              | 1            |             |

| Album met hitnotering(en) in de Vlaamse Ultratop 200 albums | Datum van verschijnen | Datum van binnenkomst | Hoogste positie | Aantal weken | Opmerkingen   |
| ----------------------------------------------------------- | --------------------- | --------------------- | --------------- | ------------ | ------------- |
| Chances                                                     | 2001                  | 03-03-2001            | 2               | 23           |               |
| Little things                                               | 2003                  | 05-04-2003            | 7               | 7            |               |
| Nighttime calls                                             | 2004                  | 06-11-2004            | 23              | 11           |               |
| Crossroads                                                  | 2006                  | 27-05-2006            | 9               | 17           |               |
| Sacrifice                                                   | 11-05-2009            | 23-05-2009            | 3               | 24           | Goud          |
| Decade - The very best of Sylver                            | 11-03-2010            | 13-03-2010            | 1(1wk)          | 23           | Verzamelalbum |

### Singles
| Single met eventuele hitnotering(en) in de Nederlandse Top 40 | Datum van verschijnen | Datum van binnenkomst | Hoogste positie | Aantal weken | Opmerkingen                                         |
| ------------------------------------------------------------- | --------------------- | --------------------- | --------------- | ------------ | --------------------------------------------------- |
| Turn the tide                                                 | 2000                  | 19-08-2000            | tip4            | -            | als Liquid & Silvy / Nr. 50 in de Mega Top 100      |
| Turn the tide                                                 | 2001                  | 02-06-2001            | 15              | 11           | Nr. 15 in de Mega Top 100 / Dancesmash op Radio 538 |
| Forever in love                                               | 2001                  | -                     |                 |              | Nr. 65 in de Mega Top 100                           |
| Forgiven                                                      | 2001                  | 17-11-2001            | 35              | 3            | Nr. 46 in de Mega Top 100 / Dancesmash op Radio 538 |
| In your eyes                                                  | 2002                  | 20-04-2002            | tip7            | -            | Nr. 53 in de Mega Top 100                           |
| Livin' My Life                                                | 2003                  | 15-03-2003            | 33              | 5            | Nr. 34 in de Mega Top 50 / Dancesmash op Radio 538  |
| Why worry                                                     | 2003                  | 07-06-2003            | 34              | 4            | Nr. 49 in de Mega Top 50                            |
| Love is an angel                                              | 2004                  | 06-11-2004            | tip12           | -            |                                                     |
| I hate you now                                                | 2009                  | 11-04-2009            | tip10           | -            |                                                     |

| Single met hitnotering(en) in de Vlaamse Ultratop 50 | Datum van verschijnen | Datum van binnenkomst | Hoogste positie | Aantal weken | Opmerkingen                                     |
| ---------------------------------------------------- | --------------------- | --------------------- | --------------- | ------------ | ----------------------------------------------- |
| Turn the tide                                        | 2000                  | 01-07-2000            | 1(3wk)          | 17           | als Liquid & Silvy / Nr. 1 in de Radio 2 Top 30 |
| Skin                                                 | 2001                  | 20-01-2001            | 2               | 13           | Nr. 2 in de Radio 2 Top 30                      |
| Forever in love                                      | 2001                  | 21-04-2001            | 11              | 10           | Nr. 22 in de Radio 2 Top 30                     |
| In your eyes                                         | 2001                  | 21-07-2001            | 19              | 12           | Nr. 11 in de Radio 2 Top 30                     |
| Forgiven                                             | 2001                  | 27-10-2001            | 9               | 9            |                                                 |
| The smile has left your eyes                         | 2002                  | -                     |                 |              |                                                 |
| Livin' my life                                       | 2003                  | 01-03-2003            | 5               | 11           |                                                 |
| Why worry                                            | 2003                  | 24-05-2003            | 10              | 8            |                                                 |
| Shallow water                                        | 2003                  | 27-09-2003            | 20              | 10           | Nr. 16 in de Radio 2 Top 30                     |
| Wild horses                                          | 2003                  | 06-12-2003            | 25              | 11           |                                                 |
| Love is an angel                                     | 2004                  | 25-09-2004            | 4               | 11           |                                                 |
| Make it                                              | 2005                  | 30-04-2005            | 12              | 8            | Nr. 11 in de Radio 2 Top 30                     |
| Take me back                                         | 2005                  | 01-10-2005            | 6               | 11           |                                                 |
| Lay all your love on me                              | 01-01-2006            | 06-05-2006            | 5               | 18           |                                                 |
| One night stand                                      | 2006                  | 19-08-2006            | 24              | 6            |                                                 |
| Why                                                  | 2006                  | 25-11-2006            | 25              | 5            |                                                 |
| One world one dream                                  | 28-06-2008            | 05-07-2008            | 21              | 11           |                                                 |
| Rise again                                           | 24-10-2008            | 01-11-2008            | 21              | 12           |                                                 |
| I hate you now                                       | 27-02-2009            | 21-03-2009            | 8               | 13           |                                                 |
| Foreign Affair                                       | 12-06-2009            | 13-06-2009            | 3               | 14           |                                                 |
| Music                                                | 30-10-2009            | 07-11-2009            | 11              | 10           | met John Miles                                  |
| It's my life                                         | 22-02-2010            | 13-03-2010            | 20              | 4            |                                                 |
| Turn the tide 2010                                   | 11-06-2010            | 19-06-2010            | 16              | 7            |                                                 |
| Stop feeling sorry                                   | 11-07-2011            | 23-07-2011            | 44              | 1            |                                                 |
| City of angels                                       | 05-03-2012            | 31-03-2012            | 29              | 3            |                                                 |